# Богданов, Иван Лукьянович
Иван Лукьянович Богданов (4 июля 1903 — 10 ноября 1987) — советский инфекционист и эпидемиолог, член-корреспондент АМН СССР (с 1953) года, доктор медицинских наук (1948 год), профессор. Член КПСС с 1928.

## Биография
Родился в селе Бредовцы Андреевского района Смоленской губернии Российской империи в крестьянской семье. В 1922 году окончил школу в селе Татево Бельского уезда (ныне Оленинского района). В 1927 году окончил медицинский факультет Смоленского университета.
В 1941—1951 годах заведовал кафедрой инфекционных болезней Свердловского медицинского института. В 1948 году защитил докторскую диссертацию «Эпидемиологическая характеристика дифтерии в войсках тылового округа в годы Отечественной войны». Эта работа была награждена премией 2-й степени на Всесоюзном конкурсе научных робот Минздрава СССР по обобщению опыта работы медицинской службы в Великой Отечественной войне. Совмещал работу в Свердловском медицинском институте с выполнением обязанностей главного эпидемиолога Уральского военного округа.
С 1951 по 1973 годы — директор Научно-исследовательского института инфекционных болезней АМН СССР в Киеве, единственного заведения этого профиля в СССР, в дальнейшем, консультант этого института. Труды И. Л. Богданова посвящены вопросам диагностики и лечения дизентерии, сыпного тифа, бруцеллеза, дифтерии, скарлатины, полиомиелита и других нейровирусных инфекций.
24 докторские и кандидатские диссертации были выполнены под руководством Богданова. Во втором издании Большой медицинской энциклопедии Богданов был редактором отдела «Эпидемиология и инфекционные болезни», а в третьем издании — отдела «Аллергология».

## Основные научные работы
- Противоэпидемический и лечебный режим в стационарах для больных полиомиелитом / И. Л. Богданов. — Киев : [б. ы.], 1959. — 182 с.
- Полиомиелит. Медгиз. 1960;
- Скарлатина как стрептококковая инфекция : монография / И. Л. Богданов. — Киев : Гос. мед. изд-во УССР, 1962. — 316 с.
- Параполиомиелитные инфекции: этиология, патогенез, эпидемиология, клиника. Под ред. И. Л. Богданова и Н. Ф. Голубя. Медгиз, 1963. — 231 с.
- Аллергия в патогенезе, клинике и терапии инфекционных болезней. — М.: Медицина, 1974. — 247 с.
- Кортикостероиды в комплексной терапии инфекционных болезней. Киев: Здоровье, 1967;
- Иммунные гамма-глобулины в терапии и профилактике инфекционных болезней. Киев: Здоровья, 1965;
- Внутрибольничные инфекции и их профилактика. Киев: Госмедиздат УССР, 1963
- Вирусные менингиты. — Киев: [б. и.], 1976. — 64 с.